# Planet Puzzle League
Planet Puzzle League — игра для Nintendo DS, выпущенная в Японии 26 апреля 2007 года, в Северной Америке 4 июня 2007 года и в Европе 29 июня 2007 года

## Игровой процесс
Одинаковые квадратные блоки разных цветов сложены в двухмерном колодце шириной 6 ячеек и высотой 12. Блоки в стеке выравниваются по невидимой сетке, занимая отдельные строки и столбцы. Игрок может передвигать блоки из одной ячейки в другую; в случае, если другая ячейка уже занята другим блоком, блоки меняются местами.

## Критика и оценки
| Сводный рейтинг       | Сводный рейтинг |
| Агрегатор             | Оценка          |
| --------------------- | --------------- |
| GameRankings          | 86,81 %         |
| Metacritic            | 85/100          |
| Иноязычные издания    |                 |
| Издание               | Оценка          |
| Destructoid           | 9/10            |
| Nintendo World Report | 9,5/10          |

GameSpot дал Planet Puzzle League 7,5 баллов из 10, высоко оценив её умопомрачительные головоломки, любопытную механику и онлайн-возможности. В обзоре также говорилось, что «хотя сама игра далека от совершенства, Planet Puzzle League — это забавная игра, в которой достаточно достойных испытаний. Её странная, парадоксальная комбинационная схема не позволяет ей приблизиться к величию таких игр, как Lumines, Tetris или Super Puzzle Fighter, но если вы ищете новый способ напрячь свой мозг и проверить свои рефлексы, эта игра вам подойдет».